# Meta Quest 2
O Meta Quest 2 (anteriormente chamado de Oculus Quest 2) é um dispositivo independente com uma plataforma de realidade virtual (tudo-em-um) no formato de um óculos tecnológico de cabeça para jogos eletrônicos (dispositivo tecnológico de imersão em ambiente virtual 3D e em 360°) desenvolvida pela Facebook Reality Labs (anteriormente subsidiária Oculus), no formato de um óculos tecnológico de cabeça que opera com o sistema operacional baseado no Android, lançado em 13 de outubro de 2020, como sucessor do fone de ouvido Oculus Quest. O dispositivo foi apresentado oficialmente em 16 de setembro de 2020 no evento Facebook Connect 7.
Tal como seu antecessor, o Quest 2 é capaz de funcionar de modo autônomo (sem necessidade de computador), devido o chip integrado Snapdragon XR2 com sistema baseado no Android e o  software de VR compatível executado em um computador quando conectado por USB ou Wi-Fi.
É uma atualização incremental de seu antecessor, com um design semelhante, mas com peso mais leve, especificações internas e controles Oculus Touch atualizados, uma tela com maior resolução e taxa de atualização por olho, recebendo assim avaliações positivas. No entanto, algumas mudanças enfrentaram críticas, como a alça, opções de distância interpupilar (DIP) reduzidas e um novo requisito que pede para que os usuários façam a autenticação com uma conta do Facebook para usar os serviços do dispositivo.

## Especificações

### Hardware

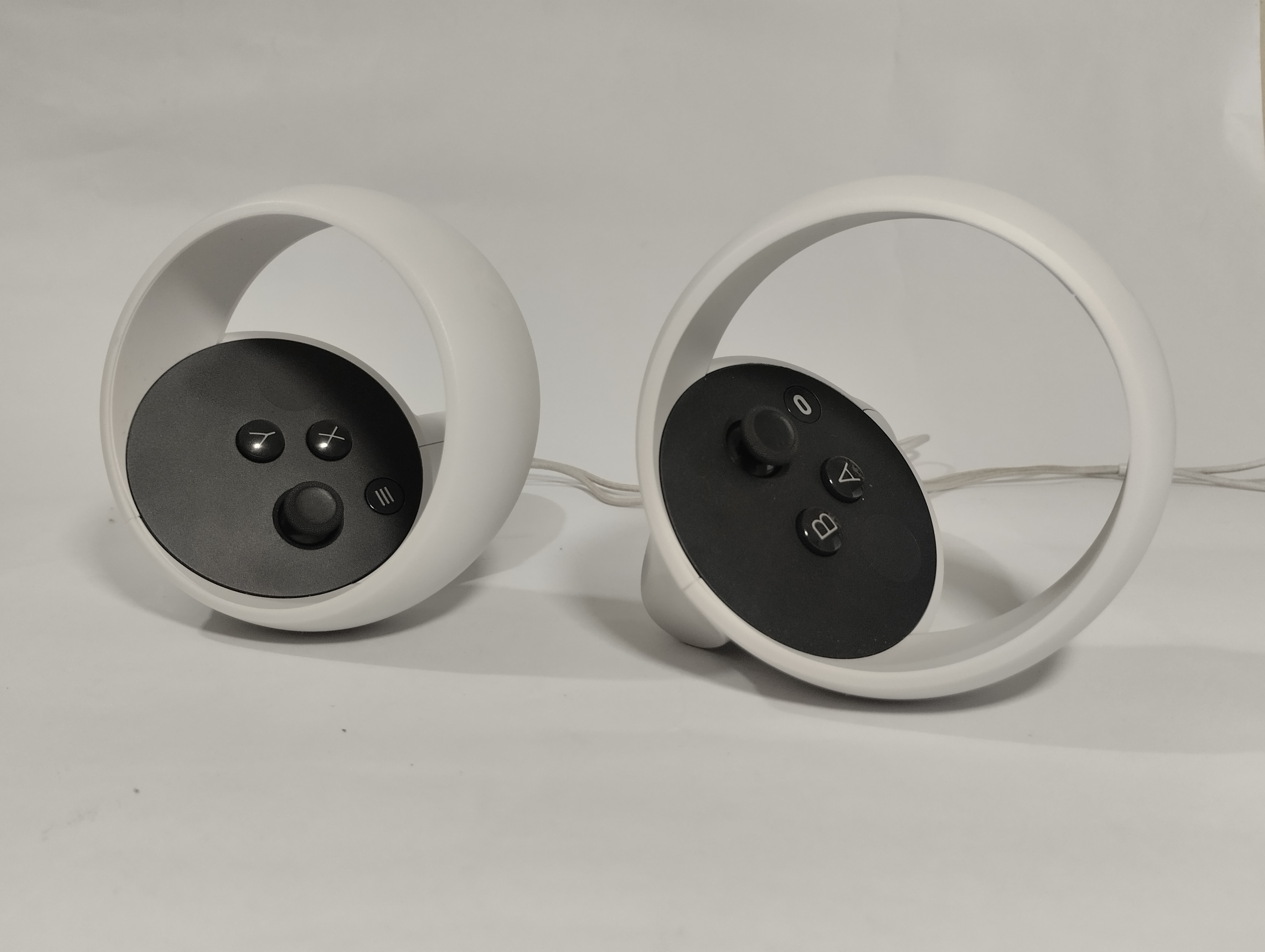

Seu design é semelhante ao Oculus Quest original, mas seu exterior preto coberto de tecido foi substituído por um plástico de cor branca e um protetor facial preto. Possui um peso de 503 gramas (17,7 onças), sendo mais leve que a primeira geração do Quest (571 gramas; 20,1 onças). A alça foi alterada para uma versão em tecido, substituindo a alça elástica do antecessor.
O Quest 2 usa o system-on-a-chip (SoC) Qualcomm Snapdragon XR2 (da linha de produtos Snapdragon projetada principalmente para dispositivos de realidade aumentada e VR), com 6 GB de RAM — um aumento de 2 GB em relação ao modelo de primeira geração.
Sua tela é um painel LCD de troca rápida singular com uma resolução de 1832×1920 por olho, que pode ser executado em uma taxa de atualização de até 120 Hz (um aumento em relação à resolução de 1440×1600 por olho a 72 Hz do Quest). No lançamento, a taxa de atualização da tela foi bloqueada em 72 Hz via software, com o modo de 90 Hz como uma opção experimental limitada apenas à tela inicial. Uma atualização de software em novembro de 2020 permitiu que os jogos fossem executados no modo de 90 Hz. Em abril de 2021, uma atualização adicionou o suporte experimental ao modo de 120 Hz nos jogos.
Houve substituição do controle manual deslizante que ajusta a distância interpupilar (DIP do inglês: IPD); o controle atual permite mover as lentes em apenas três posições predefinidas: 58 mm (configuração 1), 63 mm (configuração 2) e, 68 mm (configuração 3), movendo fisicamente as lentes em cada posição, eliminando o incômodo ajustador granular de DIP.
A versão 2 possui um armazenamento interno com capacidade de 128 GB à 256 GB.

### Software
Assim como o Quest original, ele executa um sistema operacional baseado no Android e requer um smartphone executando o aplicativo Oculus para realizar a configuração inicial. Seu software foi atualizado com recursos adicionais desde o seu lançamento. Ao anunciar o Quest 2, o Facebook também anunciou o próximo lançamento do aplicativo de rastreamento de atividade física Oculus Move. Uma atualização em fevereiro de 2021 adicionou suporte para até três contas adicionais para serem conectadas em um único aparelho, com a capacidade das contas poderem compartilhar softwares comprados entre elas. A versão 28 do software do sistema em abril de 2021 introduziu o streaming sem fio experimental Air Link, onde os jogos podem ser exibidos via PC.
Em julho de 2021, APIs experimentais foram adicionadas ao recurso Passthrough para permitir recursos de realidade aumentada.

### Controles
Os controles incluídos com o Quest 2 são os Oculus Touch de terceira geração. O design dos novos controles foi influenciado pelos controles originais do Oculus Rift. A duração da bateria também foi aumentada em quatro vezes em relação aos controles que acompanhavam a primeira geração.

## Jogos
O Quest 2 suporta todos os jogos e softwares feitos para o modelo de primeira geração, e os títulos existentes podem ser atualizados para oferecer suporte a maior qualidade gráfica do Quest 2. Ele também suporta o Oculus Link, que permite que o fone de ouvido seja usado com software compatível com o Oculus Rift em um computador. Mas não é compatível com aplicativos e jogos do Oculus Go.
Em abril de 2021, uma atualização de software adicionou o "Air Link" como um recurso experimental, que permite que os jogos sejam transmitidos de um PC com Wi-Fi.

## Lançamento
O Quest 2 foi lançado pela primeira vez em dois SKUs diferenciados por capacidade de armazenamento, com um modelo de 64 GB ao preço de 299 dólares, e um modelo de 256 GB ao preço de 399 dólares. Ambos representam uma redução de 100 dólares em relação aos SKUs equivalentes no modelo de primeira geração, com o Quest 2 também tendo maior armazenamento. Em 2021, o modelo de 64 GB do Quest 2 foi substituído por um modelo de 128 GB com o mesmo preço.
Em novembro de 2021, como parte da reformulação do Facebook, Inc. como Meta, a marca Oculus começou a ser reformulada e o Oculus Quest 2 foi renomeado para "Meta Quest 2" em materiais promocionais.
A Meta exibiu um comercial para o fone de ouvido, "Old Friends, New Fun", durante o Super Bowl LVI em fevereiro de 2022.

### Acessórios
O Facebook apresentou um acessório chamado "Elite Strap", alça de cabeça ajustável que contém uma almofada em forma de anel para a parte de trás da cabeça e um botão de aperto, juntamente com uma variante com uma bateria embutida na alça. O Facebook também promoveu fones de ouvido Logitech "certificados" para o Quest 2, incluindo o G333 VR — os primeiros fones de ouvido intra-auriculares da empresa — que possuem cabos encurtados projetados para uso com fones de ouvido VR.
Além disso, o Facebook fez uma parceria com a Logitech para oferecer suporte ao teclado K830 como parte do recurso "Infinite Office", permitindo que o teclado seja detectado e exibido em um ambiente de realidade virtual.

## Recepção
O The Verge concedeu uma resposta positiva em uma análise de pré-lançamento, observando que, embora não tenha recursos de destaque, o Quest 2 teve melhorias "valiosas", como peso reduzido, e uma tela com melhor aparência visual e taxa de atualização em comparação ao Quest original, bem como uma realocação da entrada USB. A nova alça foi criticada por fornecer "menos suporte e um mecanismo de aperto um pouco mais desajeitado" (parcialmente retificado pelo acessório Elite Strap vendido separadamente), e o novo mecanismo de DIP foi considerado "irritante" e não tão inclusivo quanto o da primeira geração do modelo. Em conclusão, argumentou-se que, embora não fosse uma "atualização obrigatória" para os proprietários existentes, o Quest 2 tinha "o melhor equilíbrio geral de hardware, recursos e preço".
A Ars Technica atribuiu uma análise menos favorável, elogiando os seus alto-falantes internos por serem "visivelmente mais nítidos e mais altos", mas criticando a nova alça de tecido em comparação com as tiras elásticas do Quest original (e argumentando que ela sozinha foi responsável pela alegada redução de peso), as opções limitadas de DIP, duração de bateria inferior, e controles com menos aderência e precisão reduzida em jogos mais intensos. A mudança de OLED para LCD foi mostrada para produzir imagens "mais nítidas", mas com cores mais "desbotadas".
A Mozilla Foundation atribuiu um aviso de "privacidade não incluída" ao acessório. Além disso, 70% dos mais de 9 mil membros da comunidade classificaram-no como "Super assustador".

### Vendas
Em novembro de 2021, a Qualcomm afirmou que pelo menos 10 milhões de Quest 2 foram enviados em todo o mundo. No final de dezembro de 2021, o aplicativo Oculus (que é necessário para concluir a configuração inicial) tornou-se o aplicativo mais popular na App Store do iOS, e na Google Play Store nos Estados Unidos pela primeira vez, o que implica que os fones de ouvido Quest foram comprados pesadamente como presentes de Natal durante a temporada de compras de fim de ano.

### Integração com o Facebook
O dispositivo enfrentou críticas sobre a exigência de que os usuários devem fazer login com uma conta do Facebook para usar o Quest 2 e qualquer produto futuro do Oculus. Foi relatado que alguns usuários não conseguiram usar o fone de ouvido devido à suspensão de sua conta no Facebook. Alguns descreveram que vincular sua conta desativada do Facebook ao dispositivo tornava o fone de ouvido um "peso de papel".. Em setembro de 2020, o Facebook suspendeu a venda de todos os produtos Oculus na Alemanha depois de enfrentar críticas do Escritório Federal de Cartel sobre a exigência. No evento Facebook Connect em 2021, Mark Zuckerberg afirmou que a empresa estava "trabalhando para que você pudesse fazer login no Quest com uma conta diferente da sua conta pessoal do Facebook".

### Problemas no protetor facial
Em dezembro de 2020, o Facebook afirmou que estava investigando relatos de usuários que estavam tendo erupções cutâneas e outras irritações na pele por conta do protetor facial de espuma do Quest 2. Em abril de 2021, o Facebook afirmou que havia identificado e reduzido o uso de "algumas substâncias vestigiais normalmente presentes no processo de fabricação que poderiam contribuir para o desconforto da pele", mas que "não encontraram nenhuma contaminação ou substâncias inesperadas em nosso processo de manufatura." Em 27 de julho de 2021, o Facebook anunciou que havia emitido um recall dos protetores faciais no Canadá e nos Estados Unidos, emitiria capas de silicone gratuitas para os usuários e suspenderia temporariamente as vendas globais do Quest 2 para permitir que essas capas fossem incluídas em todas as remessas futuras do dispositivo.